# Data del primo lancio orbitale di ogni nazione
     Lanci orbitali confermati.
     Lanci orbitali eseguiti da un ente intergovernativo (ESA).
     Lanci orbitali programmati per un prossimo futuro.
     Progetti di lanci orbitali falliti o abbandonati.

Lanci orbitali confermati.
Lanci orbitali eseguiti da un ente intergovernativo (ESA).
Lanci orbitali programmati per un prossimo futuro.
Progetti di lanci orbitali falliti o abbandonati.

Questa è la data del primo lancio orbitale di ogni nazione. Mentre un grosso numero di nazioni ha costruito satelliti, solo pochi Paesi, la multinazionale intergovernativa ESA e la compagnia privata Sea Launch hanno mandato oggetti in orbita usando i propri sistemi di lancio (vettori e spazioporti). In tutti i casi in cui una nazione ha condotto lanci umani, questi lanci erano preceduti da satelliti senza equipaggio umano.
La competizione per il lancio del primo satellite è stata disputata strettamente tra Unione Sovietica e Stati Uniti e fu l'inizio della gara per la conquista dello spazio. Il lancio di satelliti, che contribuisce tuttora al prestigio di una nazione, è un'attività economica significativa, con vettori pubblici e privati che competono per il lancio che richiedono sempre meno spese ed offrono maggiore affidabilità.
Questa cronologia è aggiornata al dicembre 2024. A tale data, le nazioni che hanno inviato un satellite in orbita sono in totale 107 (comprese l'Unione Sovietica e la Cecoslovacchia, nazioni non più esistenti), a cui si aggiunge un territorio autonomo (Hong Kong). Tuttavia solo 14 nazioni hanno effettuato il lancio con un proprio razzo vettore; a tali nazioni si aggiunge un ente intergovernativo multinazionale (l'ESA). 

## Lista dei primi lanci orbitali di ogni nazione con il proprio razzo vettore
| Nazione              | Satellite                                                                                            | Costruttore                                                                     | Vettore        | Sito di lancio                                              | Data              |
| -------------------- | --- | ------------------------------------------------------------------------------- | -------------- | ----------------------------------------------------------- | ----------------- |
| Anni '50             | |                                                                                 |                |                                                             |                   |
| Unione Sovietica     | Sputnik 1                                                                                            | OKB 1                                                                           | Semërka        | Cosmodromo di Bajkonur ( Unione Sovietica, oggi Kazakistan) | 4 ottobre 1957    |
| Stati Uniti          | Explorer 1                                                                                           | Army Ballistic Missile Agency                                                   | Juno I         | Cape Canaveral Air Force Station ( Stati Uniti)             | 31 gennaio 1958   |
| Anni '60             | |                                                                                 |                |                                                             |                   |
| Francia              | Astérix                                                                                              | Centre national d'études spatiales                                              | Diamant        | Hammaguir ( Algeria)                                        | 26 novembre 1965  |
| Anni '70             | |                                                                                 |                |                                                             |                   |
| Giappone             | Ōsumi                                                                                                | Istituto di Scienze Spaziali e Astronautiche dell'Università Imperiale di Tokyo | Lambda         | Centro spaziale di Uchinoura ( Giappone)                    | 11 febbraio 1970  |
| Cina                 | Dong Fang Hong 1                                                                                     | Accademia cinese di tecnologia spaziale                                         | Lunga Marcia 1 | Centro spaziale di Jiuquan ( Cina)                          | 24 aprile 1970    |
| Regno Unito          | Prospero X-3                                                                                         | Royal Aircraft Establishment                                                    | Black Arrow    | Woomera Test Range ( Australia)                             | 28 ottobre 1971   |
| Unione europea (ESA) | CAT-1                                                                                                | Aeritalia                                                                       | Ariane 1       | Centre spatial guyanais ( Francia)                          | 24 dicembre 1979  |
| Anni '80             | |                                                                                 |                |                                                             |                   |
| India                | Rohini 1B                                                                                            | Indian Space Research Organisation                                              | SLV            | Centro spaziale Satish Dhawan ( India)                      | 18 luglio 1980    |
| Israele              | Ofek-1                                                                                               | Israel Aerospace Industries                                                     | Shavit         | Base aerea di Palmachim ( Israele)                          | 19 settembre 1988 |
| Anni '90             | |                                                                                 |                |                                                             |                   |
| Russia               | Cosmos 2175                                                                                          | TsSKB                                                                           | Sojuz          | Cosmodromo di Pleseck ( Russia)                             | 21 gennaio 1992   |
| Ucraina              | Strela-3                                                                                             | NPO PM                                                                          | Cyklon         | Cosmodromo di Pleseck ( Russia)                             | 13 luglio 1992    |
| Anni 2000            | |                                                                                 |                |                                                             |                   |
| Iran                 | Omid                                                                                                 | Agenzia spaziale iraniana                                                       | Safir          | Centro spaziale di Semnan ( Iran)                           | 2 febbraio 2009   |
| Anni 2010            | |                                                                                 |                |                                                             |                   |
| Corea del Nord       | Kwangmyŏngsŏng-3 Unità 2                                                                             | Comitato Coreano di Tecnologia Spaziale                                         | Unha-3         | Stazione di lancio satelliti di Sohae ( Corea del Nord)     | 12 dicembre 2012  |
| Nuova Zelanda        | Humanity Star                                                                                        | Rocket Lab                                                                      | Electron       | Rocket Lab Launch Complex 1 ( Nuova Zelanda)                | 21 gennaio 2018   |
| Anni 2020            | |                                                                                 |                |                                                             |                   |
| Corea del Sud        | Satellite fittizio (1,3 tonnellate), satellite di verifica delle prestazioni (180 kg, con 4 CubeSat) | Istituto coreano di ricerca aerospaziale                                        | Nuri           | Centro spaziale di Naro ( Corea del Sud)                    | 12 giugno 2022    |

1. ↑  Gli Strela erano satelliti russi; il primo satellite ucraino, il Sich 1, fu lanciato il 31 agosto 1995.

## Non inclusi

### Lanci effettuati da basi proprie ma con vettori non propri
| Nazione       | Satellite   | Costruttore                                | Vettore    | Sito di lancio                              | Data             |
| ------------- | ----------- | ------------------------------------------ | ---------- | ------------------------------------------- | ---------------- |
| Italia        | San Marco 1 | Centro di Ricerche Aerospaziali            | Scout B    | Centro spaziale Luigi Broglio ( Kenya)      | 15 dicembre1964  |
| Australia     | Wresat      | Weapons Research Establishment             | Sparta     | Poligono di prova di Woomera ( Australia)   | 29 novembre 1967 |
| Spagna        | Minisat 01  | Instituto Nacional de Técnica Aeroespacial | Pegasus XL | Base aerea di Gando, Gran Canaria ( Spagna) | 21 aprile 1997   |
| Corea del Sud | STSAT-2C    | Istituto coreano di ricerca aerospaziale   | Naro-1     | Cosmodromo di Naro ( Corea del Sud)         | 30 gennaio 2013  |

### Lanci effettuati da altri paesi
| Nazione              | Satellite                   | Costruttore                                                                 | Vettore                 | Sito di lancio | Data              |
| -------------------- | --------------------------- | --------------------------------------------------------------------------- | ----------------------- | --- | ----------------- |
| Anni '60             |                             |                                                                             |                         | |                   |
| Regno Unito          | Ariel 1                     | NASA                                                                        | Thor-Delta              | Cape Canaveral Air Force Station ( Stati Uniti)                                                                            | 26 aprile 1962    |
| Canada               | Alouette 1                  | Communications Research Centre Canada                                       | Thor-Agena B            | Vandenberg Air Force Base ( Stati Uniti)                                                                                   | 29 settembre 1962 |
| Italia               | San Marco 1                 | Centro di Ricerche Aerospaziali                                             | Scout                   | Wallops Flight Facility ( Stati Uniti)                                                                                     | 15 dicembre 1964  |
| Germania Ovest       | Azur                        | Deutsche Forschungs- und Versuchsanstalt für Luft- und Raumfahrt            | Scout                   | Vandenberg Air Force Base ( Stati Uniti)                                                                                   | 8 novembre 1969   |
| Anni '70             |                             |                                                                             |                         | |                   |
| Paesi Bassi          | ANS                         | Istituto olandese di ricerca spaziale                                       | Scout                   | Vandenberg Air Force Base ( Stati Uniti)                                                                                   | 30 agosto 1974    |
| Spagna               | Intasat 1                   | INTA                                                                        | Delta II                | Vandenberg Air Force Base ( Stati Uniti)                                                                                   | 15 novembre 1974  |
| India                | Aryabhata                   | ISRO                                                                        | Kosmos                  | Cosmodromo di Kapustin Yar ( Unione Sovietica, oggi Russia)                                                                | 19 aprile 1975    |
| Indonesia            | Palapa A1                   | Hughes Aircraft                                                             | Delta II                | Cape Canaveral Air Force Station ( Stati Uniti)                                                                            | 8 luglio 1976     |
| Cecoslovacchia       | Magion 1                    | Accademia cecoslovacca delle scienze                                        | Kosmos                  | Cosmodromo di Pleseck ( Unione Sovietica, oggi Russia)                                                                     | 24 ottobre 1978   |
| Anni '80             |                             |                                                                             |                         | |                   |
| Bulgaria             | IK-B-1300                   | Agenzia aerospaziale bulgara                                                | Kosmos                  | Cosmodromo di Pleseck ( Unione Sovietica, oggi Russia)                                                                     | 7 agosto 1981     |
| Brasile              | Brasilsat A1                | Hughes Aircraft                                                             | Ariane 3                | Centre spatial guyanais ( Francia)                                                                                         | 8 febbraio 1985   |
| Arabia Saudita       | Arabsat-1A                  | Aérospatiale                                                                | Ariane 3                | Centre spatial guyanais ( Francia)                                                                                         | 8 febbraio 1985   |
| Messico              | Morelos 1                   | Hughes Aircraft                                                             | Space Shuttle Discovery | John F. Kennedy Space Center ( Stati Uniti)                                                                                | 17 giugno 1985    |
| Svezia               | Viking                      | Boeing Saab                                                                 | Ariane 1                | Centre spatial guyanais ( Francia)                                                                                         | 22 febbraio 1986  |
| Lussemburgo          | Astra 1A                    | GE Astrospace                                                               | Ariane 4                | Centre spatial guyanais ( Francia)                                                                                         | 11 dicembre 1988  |
| Anni '90             |                             |                                                                             |                         | |                   |
| Argentina            | Lusat                       | Filiale argentina dell'AMSAT                                                | Ariane 4                | Centre spatial guyanais ( Francia)                                                                                         | 22 gennaio 1990   |
| Pakistan             | Badr-1                      | SUPARCO                                                                     | Lunga Marcia 2E         | Centro spaziale di Xichang ( Cina)                                                                                         | 16 luglio 1990    |
| Corea del Sud        | Kitsat-1                    | Surrey Satellite Technology                                                 | Ariane 4                | Centre spatial guyanais ( Francia)                                                                                         | 11 agosto 1992    |
| Portogallo           | PoSAT-1                     | Surrey Satellite Technology                                                 | Ariane 4                | Centre spatial guyanais ( Francia)                                                                                         | 26 settembre 1993 |
| Thailandia           | Thaicom-1                   | Hughes Aircraft                                                             | Ariane 4                | Centre spatial guyanais ( Francia)                                                                                         | 18 dicembre 1993  |
| Turchia              | Türksat 1B                  | Aérospatiale                                                                | Ariane 4                | Centre spatial guyanais ( Francia)                                                                                         | 10 agosto 1994    |
| Repubblica Ceca      | Magion 4                    | Accademia delle Scienze della Repubblica Ceca                               | Molnija-M               | Cosmodromo di Pleseck ( Russia)                                                                                            | 2 agosto 1995     |
| Cile                 | Fasat-Alfa                  | Surrey Satellite Technology                                                 | Cyklon                  | Cosmodromo di Pleseck ( Russia)                                                                                            | 31 agosto 1995    |
| Malaysia             | MEASAT-1                    | Hughes Aircraft                                                             | Ariane 4                | Centre spatial guyanais ( Francia)                                                                                         | 12 gennaio 1996   |
| Norvegia             | Thor 2                      | Hughes Aircraft                                                             | Delta II                | Cape Canaveral Air Force Station ( Stati Uniti)                                                                            | 20 maggio 1997    |
| Filippine            | Agila 2                     | Space Systems/Loral                                                         | Lunga Marcia 3          | Centro spaziale di Xichang ( Cina)                                                                                         | 19 agosto 1997    |
| Egitto               | Nilesat 101                 | Astrium                                                                     | Ariane 4                | Centre spatial guyanais ( Francia)                                                                                         | 28 aprile 1998    |
| Singapore            | ST-1                        | Astrium                                                                     | Ariane 4                | Centre spatial guyanais ( Francia)                                                                                         | 25 agosto 1998    |
| Taiwan               | ST-1                        | Astrium                                                                     | Ariane 4                | Centre spatial guyanais ( Francia)                                                                                         | 25 agosto 1998    |
| Taiwan               | Formosat-1                  | TRW                                                                         | Athena                  | Cape Canaveral Air Force Station ( Stati Uniti)                                                                            | 27 gennaio 1999   |
| Danimarca            | Ørsted                      | Computer Resources International                                            | Delta II                | Vandenberg Air Force Base ( Stati Uniti)                                                                                   | 23 febbraio 1999  |
| Sudafrica            | SUNSAT                      | Università di Stellenbosch                                                  | Delta II                | Vandenberg Air Force Base ( Stati Uniti)                                                                                   | 23 febbraio 1999  |
| Anni 2000            |                             |                                                                             |                         | |                   |
| Emirati Arabi Uniti  | Thuraya 1                   | Boeing                                                                      | Zenit-3SL               | Piattaforma di lancio galleggiante Odyssey di Sea Launch in acque internazionali al largo dell'isola Christmas ( Kiribati) | 21 ottobre 2000   |
| Marocco              | Maroc-Tubsat                | Università tecnica di Berlino                                               | Zenit                   | Cosmodromo di Bajkonur ( Kazakistan)                                                                                       | 10 dicembre 2001  |
| Algeria              | AlSat-1                     | Surrey Satellite Technology                                                 | Kosmos                  | Cosmodromo di Pleseck ( Russia)                                                                                            | 28 novembre 2002  |
| Cipro                | Hellas-Sat 2                | Astrium                                                                     | Atlas V                 | Cape Canaveral Air Force Station ( Stati Uniti)                                                                            | 13 maggio 2003    |
| Grecia               | Hellas-Sat 2                | Astrium                                                                     | Atlas V                 | Cape Canaveral Air Force Station ( Stati Uniti)                                                                            | 13 maggio 2003    |
| Nigeria              | NigeriaSat-1                | Surrey Satellite Technology                                                 | Kosmos                  | Cosmodromo di Pleseck ( Russia)                                                                                            | 27 settembre 2003 |
| Iran                 | Sina-1                      | NPO Polyot                                                                  | Kosmos                  | Cosmodromo di Pleseck ( Russia)                                                                                            | 27 ottobre 2005   |
| Kazakistan           | KazSat-1                    | GKNPC Chruničev                                                             | Proton                  | Cosmodromo di Bajkonur ( Kazakistan)                                                                                       | 18 luglio 2006    |
| Colombia             | Libertad 1                  | Universidad Sergio Arboleda                                                 | Dnepr                   | Cosmodromo di Bajkonur ( Kazakistan)                                                                                       | 17 aprile 2007    |
| Mauritius            | Rascom-QAF 1                | Alcatel Alenia Space                                                        | Ariane 5                | Centre spatial guyanais ( Francia)                                                                                         | 21 dicembre 2007  |
| Vietnam              | Vinasat-1                   | Lockheed Martin                                                             | Ariane 5                | Centre spatial guyanais ( Francia)                                                                                         | 18 aprile 2008    |
| Venezuela            | Venesat-1                   | China Academy of Space Technology                                           | Lunga Marcia 3B         | Centro spaziale di Xichang ( Cina)                                                                                         | 30 ottobre 2008   |
| Svizzera             | SwissCube                   | Scuola politecnica federale di Losanna e altre scuole e università svizzere | PSLV                    | Centro spaziale Satish Dhawan ( India)                                                                                     | 23 settembre 2009 |
| Anni 2010            |                             |                                                                             |                         | |                   |
| Polonia              | PW-Sat                      | Politecnico di Varsavia                                                     | Vega                    | Centre spatial guyanais ( Francia)                                                                                         | 13 febbraio 2012  |
| Romania              | Goliat                      | Agenția Spațială Română                                                     | Vega                    | Centre spatial guyanais ( Francia)                                                                                         | 13 febbraio 2012  |
| Ungheria             | MaSat-1                     | Università di Tecnologia e di Economia di Budapest                          | Vega                    | Centre spatial guyanais ( Francia)                                                                                         | 13 febbraio 2012  |
| Bielorussia          | BelKA-2                     | VNIIEM                                                                      | Sojuz                   | Cosmodromo di Bajkonur ( Kazakistan)                                                                                       | 22 luglio 2012    |
| Azerbaigian          | Azerspace-1                 | Orbital Sciences Corporation                                                | Ariane 5                | Centre spatial guyanais ( Francia)                                                                                         | 7 febbraio 2013   |
| Austria              | TUGSAT-1                    | Università di Toronto                                                       | PSLV                    | Centro spaziale Satish Dhawan ( India)                                                                                     | 25 febbraio 2013  |
| Austria              | UniBRITE-1                  | Università di Toronto                                                       | PSLV                    | Centro spaziale Satish Dhawan ( India)                                                                                     | 25 febbraio 2013  |
| Ecuador              | NEE-01 Pegaso               | Agenzia spaziale civile ecuadoriana                                         | Lunga Marcia 2D         | Centro spaziale di Jiuquan ( Cina)                                                                                         | 25 aprile 2013    |
| Estonia              | ESTCube-1                   | Università di Tartu                                                         | Vega                    | Centre spatial guyanais ( Francia)                                                                                         | 7 maggio 2013     |
| Qatar                | Eutelsat 25B/Es'hail 1      | Space Systems/Loral                                                         | Ariane 5                | Centre spatial guyanais ( Francia)                                                                                         | 29 agosto 2013    |
| Perù                 | PUCP-Sat 1                  | Pontificia Università Cattolica del Perù                                    | Dnepr                   | Base aerea di Dombarovskij ( Russia)                                                                                       | 21 novembre 2013  |
| Bolivia              | Túpac Katari 1              | China Academy of Space Technology                                           | Lunga Marcia 3B         | Centro spaziale di Xichang ( Cina)                                                                                         | 20 dicembre 2013  |
| Lituania             | LitSat-1                    | Kauno technologijos universitetas                                           | Antares                 | Spazioporto regionale del Medio Atlantico ( Stati Uniti)                                                                   | 9 gennaio 2014    |
| Lituania             | LituanicaSAT-1              | Università di Vilnius                                                       | Antares                 | Spazioporto regionale del Medio Atlantico ( Stati Uniti)                                                                   | 9 gennaio 2014    |
| Iraq                 | TigriSat                    | Università degli Studi di Roma "La Sapienza"                                | Dnepr                   | Base aerea di Dombarovskij ( Russia)                                                                                       | 19 giugno 2014    |
| Uruguay              | ANTELSAT                    | Universidad de la República                                                 | Dnepr                   | Base aerea di Dombarovskij ( Russia)                                                                                       | 19 giugno 2014    |
| Belgio               | QB50P1 e QB50P2             | ISISPACE                                                                    | Dnepr                   | Base aerea di Dombarovskij ( Russia)                                                                                       | 19 giugno 2014    |
| Turkmenistan         | TurkmenÄlem 52.0E/MonacoSAT | Thales Alenia Space                                                         | Falcon 9                | Cape Canaveral Air Force Station ( Stati Uniti)                                                                            | 27 aprile 2015    |
| Laos                 | Laosat-1                    | China Academy of Space Technology                                           | Lunga Marcia 3B         | Centro spaziale di Xichang ( Cina)                                                                                         | 20 novembre 2015  |
| Finlandia            | Aalto-2                     | Università Aalto                                                            | Atlas V                 | Cape Canaveral Air Force Station ( Stati Uniti)                                                                            | 18 aprile 2017    |
| Bangladesh           | BRAC Onnesha                | Kyūshū Kōgyō Daigaku                                                        | Falcon 9 Full Thrust    | John F. Kennedy Space Center ( Stati Uniti)                                                                                | 3 giugno 2017     |
| Ghana                | GhanaSat-1                  | Kyūshū Kōgyō Daigaku                                                        | Falcon 9 Full Thrust    | John F. Kennedy Space Center ( Stati Uniti)                                                                                | 3 giugno 2017     |
| Mongolia             | Mazaalai                    | Kyūshū Kōgyō Daigaku                                                        | Falcon 9 Full Thrust    | John F. Kennedy Space Center ( Stati Uniti)                                                                                | 3 giugno 2017     |
| Lettonia             | Venta-1                     | Ventspils Augstskola                                                        | PSLV                    | Centro spaziale Satish Dhawan ( India)                                                                                     | 23 giugno 2017    |
| Slovacchia           | skCUBE                      | Slovenská organizácia pre vesmírne aktivity                                 | PSLV                    | Centro spaziale Satish Dhawan ( India)                                                                                     | 23 giugno 2017    |
| Angola               | AngoSat 1                   | RKK Ėnergija                                                                | Zenit-3F/Fregat         | Cosmodromo di Bajkonur ( Kazakistan)                                                                                       | 26 dicembre 2017  |
| Costa Rica           | Irazú                       | Instituto Tecnológico de Costa Rica                                         | Falcon 9 Full Thrust    | John F. Kennedy Space Center ( Stati Uniti)                                                                                | 2 aprile 2018     |
| Kenia                | 1KUNS-PF                    | University of Nairobi                                                       | Falcon 9 Full Thrust    | John F. Kennedy Space Center ( Stati Uniti)                                                                                | 2 aprile 2018     |
| Bhutan               | BHUTAN-1                    | Kyūshū Kōgyō Daigaku                                                        | Falcon 9 Full Thrust    | John F. Kennedy Space Center ( Stati Uniti)                                                                                | 29 giugno 2018    |
| Giordania            | JY1-SAT                     | ISISPACE                                                                    | Falcon 9 Full Thrust    | Vandenberg Air Force Base ( Stati Uniti)                                                                                   | 3 dicembre 2018   |
| Nepal                | NepaliSat-1                 | Kyūshū Kōgyō Daigaku                                                        | Antares                 | Mid-Atlantic Regional Spaceport ( Stati Uniti)                                                                             | 17 aprile 2019    |
| Sri Lanka            | Raavana-1                   | Kyūshū Kōgyō Daigaku                                                        | Antares                 | Mid-Atlantic Regional Spaceport ( Stati Uniti)                                                                             | 17 aprile 2019    |
| Ruanda               | RWASAT-1                    | Università di Tokio                                                         | H-IIB                   | Centro spaziale di Tanegashima ( Giappone)                                                                                 | 24 settembre 2019 |
| Sudan                | SRSS-1                      | Shenzhen Aerospace Dongfanghong Satellite Ltd.                              | Lunga Marcia 4B         | Centro spaziale di Taiyuan ( Cina)                                                                                         | 3 novembre 2019   |
| Etiopia              | ETRSS-1                     | China Academy of Space Technology                                           | Lunga Marcia 4B         | Centro spaziale di Taiyuan ( Cina)                                                                                         | 20 dicembre 2019  |
| Anni 2020            |                             |                                                                             |                         | |                   |
| Guatemala            | Quetzal-1                   | Universidad del Valle de Guatemala                                          | Falcon 9                | Cape Canaveral Air Force Station ( Stati Uniti)                                                                            | 7 marzo 2020      |
| Slovenia             | TRISAT                      | Università di Maribor                                                       | Vega                    | Centre spatial guyanais ( Francia)                                                                                         | 3 settembre 2020  |
| Slovenia             | NEMO-HD                     | Space-SI                                                                    | Vega                    | Centre spatial guyanais ( Francia)                                                                                         | 3 settembre 2020  |
| Principato di Monaco | OSM-1 CICERO                | Orbital Solutions Monaco                                                    | Vega                    | Centre spatial guyanais ( Francia)                                                                                         | 3 settembre 2020  |
| Paraguay             | GuaraniSat-1                | Kyūshū Kōgyō Daigaku                                                        | Antares                 | Mid-Atlantic Regional Spaceport ( Stati Uniti)                                                                             | 20 febbraio 2021  |
| Myanmar              | Lawkanat-1                  | Università di Hokkaido Myanmar Aerospace Engineering University             | Antares                 | Mid-Atlantic Regional Spaceport ( Stati Uniti)                                                                             | 20 febbraio 2021  |
| Tunisia              | Challenge-1                 | Telnet                                                                      | Sojuz 2/Fregat          | Cosmodromo di Bajkonur ( Kazakistan)                                                                                       | 22 marzo 2021     |
| Kuwait               | QMR-KWT                     | Orbital Space Technology                                                    | Falcon 9                | Cape Canaveral Air Force Station ( Stati Uniti)                                                                            | 30 giugno 2021    |
| Bahrain              | Light-1                     | National Space Science Agency Khalifa University                            | Falcon 9                | Cape Canaveral Air Force Station ( Stati Uniti)                                                                            | 21 dicembre 2021  |
| Armenia              | ArmSat-1                    | Satlantis                                                                   | Falcon 9                | Cape Canaveral Air Force Station ( Stati Uniti)                                                                            | 22 maggio 2022    |
| Moldavia             | TUMnanoSAT                  | Università Tecnica della Moldavia                                           | Falcon 9                | Cape Canaveral Air Force Station ( Stati Uniti)                                                                            | 15 luglio 2022    |
| Uganda               | PearlAfricaSat-1            | Kyūshū Kōgyō Daigaku                                                        | Antares                 | Mid-Atlantic Regional Spaceport ( Stati Uniti)                                                                             | 7 novembre 2022   |
| Zimbabwe             | ZIMSAT-1                    | Kyūshū Kōgyō Daigaku                                                        | Antares                 | Mid-Atlantic Regional Spaceport ( Stati Uniti)                                                                             | 7 novembre 2022   |
| Albania              | Albania 1                   | Satellogic                                                                  | Falcon 9                | Cape Canaveral Air Force Station ( Stati Uniti)                                                                            | 3 gennaio 2023    |
| Albania              | Albania 2                   | Satellogic                                                                  | Falcon 9                | Cape Canaveral Air Force Station ( Stati Uniti)                                                                            | 3 gennaio 2023    |
| Città del Vaticano   | SpeiSat                     | Politecnico di Torino                                                       | Falcon 9                | Vandenberg Air Force Base ( Stati Uniti)                                                                                   | 12 giugno 2023    |
| Italia               | SpeiSat                     | Politecnico di Torino                                                       | Falcon 9                | Vandenberg Air Force Base ( Stati Uniti)                                                                                   | 12 giugno 2023    |
| Gibuti               | Gibuti-1A                   | Università di Gibuti                                                        | Falcon 9                | Vandenberg Air Force Base ( Stati Uniti)                                                                                   | 11 novembre 2023  |
| Irlanda              | EIRSAT-1                    | University College Dublin                                                   | Falcon 9                | Vandenberg Air Force Base ( Stati Uniti)                                                                                   | 1 dicembre 2023   |
| Senegal              | GaindeSat-1A                | Università di Montpellier                                                   | Falcon 9                | Vandenberg Air Force Base ( Stati Uniti)                                                                                   | 16 agosto 2024    |
| Oman                 | IRSS-1/OL-1                 | CAS Space                                                                   | Kinetica 1              | Centro spaziale di Jiuquan ( Cina)                                                                                         | 11 novembre 2024  |
| Croazia              | CroCube                     | Spacemanic                                                                  | Falcon 9                | Vandenberg Air Force Base ( Stati Uniti)                                                                                   | 21 dicembre 2024  |

### Lanci non confermati
- L'Iraq ha sviluppato e testato il lanciatore Al-Abid con un carico il 5 dicembre 1989. Secondo un comunicato stampa dell'Iraqi News Agency, la testata ha completato 6 orbite, ma ciò non è mai stato confermato.

### Lanci falliti

#### Lanciatori propri
- Il Brasile non ha ancora lanciato un satellite in orbita con un proprio razzo vettore. Il suo programma spaziale ha subito tre lanci di satelliti falliti. Nell'ultimo, la prematura esplosione di un vettore VLS-1 il 22 agosto 2003 al Cosmodromo di Alcântara ha provocato 21 vittime.
- La Corea del Sud ha effettuato il lancio del primo vettore sudcoreano, il Naro-1, con a bordo il satellite STSAT-2A, il 25 agosto del 2009 dal cosmodromo di Naro, ma per un guasto al razzo vettore il satellite non è entrato in orbita. Un nuovo lancio con lo stesso vettore, effettuato il 10 giugno del 2010, per la messa in orbita del satellite STSAT-2B, si è concluso con un nuovo insuccesso, per un guasto al razzo vettore.[6]

#### Lanciatori non propri
- La Bielorussia ha tentato di lanciare il suo primo satellite BelKA il 26 luglio 2006 con il vettore ucraino Dnepr dal cosmodromo di Baikonur, ma il lancio è fallito.
- L'Oman ha lanciato il satellite AMAN-1 l'11 novembre 2023 con il vettore statunitense Falcon 9 dalla base di Vandenberg. Il razzo ha raggiunto l'orbita terrestre, ma il satellite non è stato rilasciato in orbita per un guasto al sistema di dispiegamento satellitare ed è rientrato nell'atmosfera all'interno dello stadio superiore del vettore.

### Progetti abbandonati
- La Germania ha realizzato dopo la seconda guerra mondiale dei progetti preliminari di numerosi lanciatori e sistemi di lancio riutilizzabili, tuttavia nessuno di questi progetti è stato mai portato a compimento. Inoltre tra i tardi anni settanta e i primi anni ottanta la compagnia privata tedesca OTRAG tentò di realizzare una famiglia di lanciatori commerciali a basso costo; tuttavia vennero fatti soltanto dei voli sub-orbitali di prova.
- Il Canada ha sviluppato negli anni sessanta i lanciatori Martlet come parte del progetto congiunto HARP con gli Stati Uniti, tuttavia il progetto è stato abbandonato e questi vettori non sono mai stati testati.
- L'Egitto, nell'ambito di un programma per la costruzione di propri missili balistici avviato all'inizio degli anni sessanta con la collaborazione di scienziati tedeschi, decise nel 1962 di costruire una variante del missile al-Raid per il lancio di un satellite artificiale, ma nella seconda metà degli anni sessanta il programma fu interrotto per il ritiro degli scienziati tedeschi. Negli anni ottanta, l'Egitto avviò insieme all'Iraq una collaborazione con l'Argentina per la realizzazione del missile Condor, ma il programma fu cancellato nel 1990.[7][8]
- Il Sudafrica ha sviluppato il lanciatore RSA-3 negli anni ottanta; il vettore è stato provato tre volte senza satelliti a bordo nel 1989 e nel 1990. Il programma è stato cancellato nel 1994.
- La Spagna ha realizzato il lanciatore Capricornio negli anni novanta, ma non è mai stato provato.

### Progetti futuri

#### Lanciatori propri
- L'Argentina sta sviluppando un proprio lanciatore, il Tronador.
- L'Australia sta sviluppando un proprio vettore denominato Eris.
- Il Brasile, dopo l'insuccesso del razzo VLS-1, sta sviluppando il vettore VLM, il cui lancio era previsto nel 2018 dal cosmodromo di Alcântara ma è stato rinviato. Il Brasile ha anche stretto un accordo con l'Ucraina per il lancio del suo Cyklon-4 dal cosmodromo di Alcântara se l'Ucraina ritirerà la sua flotta di Cyklon-3 in favore dei lanciatori russi Angara.
- Il Canada sta sviluppando un proprio vettore denominato Aurora.
- La Corea del Sud continuerà lo sviluppo del suo programma spaziale con la costruzione di nuovi lanciatori.
- In Germania la compagnia privata Rocket Factory Augsburg sta sviluppando il vettore RFA One.
- L'Indonesia ha in programma di sviluppare il lanciatore RPS-01.
- Il Kazakistan ha in programma di sviluppare un proprio sistema di lancio spaziale in cooperazione con la Russia.
- La Malaysia ha annunciato nel 2006 l'intenzione di sviluppare un proprio vettore nell'immediato futuro.
- Il Pakistan ha sviluppato negli ultimi anni due razzi balistici militari (Ghauri e Shaheen) che in futuro potrebbero essere convertiti in vettori spaziali.
- In Romania la compagnia privata ARCA sta sviluppando diversi sistemi di lancio orbitale (Haas, Stabilo, Orizont) che saranno probabilmente lanciati da basi militari sul Mar Nero.
- In Spagna la compagnia privata PLD Space sta sviluppando il vettore Miura 5.
- In Sudafrica una compagnia privata ha in progetto di sviluppare il lanciatore Cheetah-1 e ha chiesto allo scopo fondi governativi.
- Taiwan sta sviluppando un proprio lanciatore da diversi anni.
- La Turchia ha annunciato nel 2007 l'intenzione di sviluppare un proprio lanciatore in un futuro più lontano.
- L'Ucraina possiede già diversi lanciatori di derivazione sovietica (Cyklon, Zenit, Dnepr e Mayak) ma non dispone di una propria base di lancio, che è in progetto.

#### Lanciatori non propri
- L'Afghanistan ha annunciato nell'aprile 2012 che sta progettando di lanciare il suo primo satellite in orbita con una compagnia privata.
- La Cambogia ha intenzione di lanciare un satellite per le comunicazioni con un costo di 250-350 milioni di dollari; il lancio era previsto per i primi mesi del 2013, ma è stato rinviato.
- L'Honduras ha intenzione di realizzare un satellite, che doveva essere lanciato nel 2024, ma il lancio è stato rinviato.
- Il Nicaragua ha annunciato nel 2013 di avere intenzione di realizzare il suo primo satellite, il NicaSat-1: il lancio era previsto per il 2019, ma è stato rinviato.
- La Serbia ha in progetto la realizzazione di un satellite scientifico, che dovrebbe essere lanciato entro il 2026.
- La Tanzania ha intenzione di lanciare un satellite per le comunicazioni, che dovrebbe chiamarsi Kilimangiaro-1.
- L'ente spaziale uzbeco ha annunciato nel 2001 l'intenzione di lanciare nel 2002 il primo satellite per il telerilevamento, ma ciò non fu fatto. Nel 2004 fu annunciato che due satelliti (uno per il telerilevamento e uno per telecomunicazioni) sarebbero stati costruiti dalla Russia per 60-70 milioni di dollari ciascuno.